# 青森市立甲田中学校
青森市立甲田中学校（あおもりしりつ こうだちゅうがっこう）は、青森県青森市金沢3丁目にある公立中学校。

## 概要
- 伝統を重んじ、文化的な活動に力を入れている中学校である。昔から合唱活動が盛んであり、文化祭では合唱コンクールが行われる。
- その名称から「八甲田山の付近に存在する」と思われがちだが、実際は青森市の中心部に位置する。
- 過去に卓球部が団体・個人で全国優勝をしたことがある。

## 沿革
- 1960年（昭和35年）
  - 4月1日 - 青森市立甲田中学校として、大野字山下170番地に新設。ただし、校舎はこの時点では、未完成。
  - 4月6日 - 第1回入学式を青森市立中央高等学校にて挙行。本校を浦町小学校に、分校を野脇中学校に、それぞれ置いた。
  - 4月7日 - 校章制定。
  - 8月22日 - 新築校舎第一期工事竣工。
  - 8月23日 - 移転。
  - 9月10日 - 創立記念及び第一期工事落成式典挙行。
- 1961年（昭和36年）
  - 4月6日 - 分校を長島小学校に置く。
  - 6月17日 - 校旗樹立。
  - 7月14日 - 第二校舎（B棟）増築工事竣工（4教室）。
  - 9月21日 - 校歌制定。
  - 12月16日 - 第二・第三期増築鉄骨校舎竣工。
  - 12月23日 - 第二・第三期増築校舎落成記念式典挙行。同日、校歌披露。
- 1963年（昭和38年）
  - 8月27日 - 体育館竣工。
  - 10月5日 - 体育館新築落成式典挙行。
- 1965年（昭和40年）5月27日 - 校舎増築工事完成（技術室・図書室）。
- 1966年（昭和41年）7月30日 - 水泳プール竣工。
- 1967年（昭和42年）
  - 8月28日 - 相撲道場上棟落成式挙行。
  - 11月29日 - 甲田中学校生徒会「モットー」制定。
- 1969年（昭和44年）10月18日 - 創立10周年記念式典挙行。
- 1980年（昭和55年）10月24日 - 創立20周年記念式典挙行。
- 1989年（平成元年）10月27日 - 創立30周年記念式典挙行。
- 1994年（平成6年）
  - 10月7日 - 改築校舎竣工、移転完了。
  - 11月27日 - 校舎改築落成記念式典挙行。
- 1995年（平成7年）6月3日 - 校舎改築教育事業協賛会より、寄贈された記念碑除幕式挙行。
- 1997年（平成9年）3月12日 - 新体育館完成。

## 通学区域
- 北金沢1丁目、北金沢2丁目の一部、旭町1～3丁目、金沢1丁目、金沢2丁目の一部、金沢3丁目、金沢4丁目の一部、金沢5丁目の一部、安方1丁目の一部、新町1丁目の一部、古川1丁目の一部、古川2丁目の一部、古川3丁目の一部、大野（字山下、西大野、字笹崎の一部、字玉島、字鳴滝の一部、字前田、字若宮、字片岡、字金沢の一部）[2]
- 青森駅周辺の学区からの通学には徒歩で30分ほどを要するため、学区を変更して青森市立古川中学校などに進学することも多い。在学生の主な出身小学校は甲田小学校・金沢小学校・大野小学校・古川小学校などである。

## 周辺
- ツルハドラッグ大野店
- 長島皮フ科クリニック
- 社会福祉法人星聖会青森星聖保育園
- 青森市立金沢小学校

## アクセス
- 青森市営バス「中大野」バス停下車後、徒歩約440m・約7分。
  - なお、「甲田中学校通り」バス停や「南片岡」バス停からも行けるが、「中大野」バス停よりは、少し距離が延びる。

## 出身著名人
- 成田美名子（漫画家）
- 大殿英武（大相撲力士、元十両）

## 参考資料
- 『新青森市史 別編教育（別巻） 年表・学校沿革』（青森市・2000年3月発行）「学校沿革 （二）中学校」243頁「甲田中学校 変遷」